# 850-talet f.Kr.

## Händelser
- 858 f.Kr.
  - Aramu blir kung av Urartu.
  - Shalmaneser III efterträder Assurnasipal II som kung av Assyrien.
- 854 eller 853 f.Kr. – Shalmaneser III besegrar en syrisk koalition (inklusive kung Achav av Israel och Hadadezer) i slaget vid Karkar
- 850 f.Kr. – Takelot II efterträder Osorkon II som farao av Egypten.
- Nazarites och Rechabites etablerar en mycket tidig nykterhetsrörelse.

## Avlidna
- Ahab, kung av Israel.